# Esquizofrènia tòrpida
L'esquizofrènia tòrpida, esquizofrènia latent. esquizofrènia d'evolució lenta o esquizofrènia progressiva lenta (rus: вялотеку́щая шизофрени́я, Vialotekúsxaia xizofrénia) fou una categoria de diagnòstic utilitzada a la Unió Soviètica per descriure el que es deia que era forma d'esquizofrènia caracteritzada per un curs lentament progressiu; es va diagnosticar fins i tot en pacients que no presentaven símptomes d’esquizofrènia o altres trastorns psicòtics, en suposar que aquests símptomes apareixerien més endavant. Va ser desenvolupat als anys seixanta pel psiquiatre soviètic Andrei Snejnevski i els seus col·legues, i es va utilitzar exclusivament a l'URSS i diversos països del Bloc Oriental, fins a la caiguda del comunisme a partir del 1989.;;;;;El diagnòstic ha estat desacreditat durant molt de temps per la seva insuficiència científica i el seu ús com a mitjà de confinament dels dissidents. Mai no ha estat utilitzat ni reconegut fora de la Unió Soviètica, ni per organitzacions internacionals com l'Organització Mundial de la Salut Es considera un exemple principal de l'abús polític de la psiquiatria a la Unió Soviètica.
L'esquizofrènia progressiva fou el diagnòstic més infame utilitzat pels psiquiatres soviètics, a causa del seu ús contra dissidents polítics. Després de rebre l'alta d'un hospital, les persones diagnosticades d'esquizofrènia latent eren privades dels seus drets cívics, credibilitat i ocupabilitat. L'ús d'aquest diagnòstic ha estat condemnat internacionalment.
A la versió russa de la desena revisió de la Classificació estadística internacional de malalties i problemes de salut relacionats (CIM-10), que s'ha utilitzat durant molt de temps a tota l’actual Rússia, l'esquizofrènia latent ja no figura com una forma d’esquizofrènia, però encara s'inclou com a trastorn esquizotípic a la secció F21 del capítol V.
S'ha argumentat reiteradament que el diagnòstic d’esquizofrènia latent era o podia ser rebut no només pels dissidents, sinó també per pacients ordinaris en absència d’esquizofrènia i amb presència només de trastorns neuròtics, depressius, ansietats o trastorns de la personalitat.,,,,

## Desenvolupament de la teoria
Als anys seixanta, el professor Andrei Snejnevski, el teòric més destacat de la psiquiatria soviètica i director de l'Institut de Psiquiatria de l'Acadèmia de Ciències Mèdiques de l'URSS, va desenvolupar una nova classificació dels trastorns mentals on postulava un conjunt original de criteris diagnòstics. Snejnevski i els seus col·legues que van desenvolupar el concepte van rebre el suport dels psiquiatres soviètics Fiódor Kondràtev, Serguei Semióonov i Iàkov Frumkin. Tots ells eren membres de l'«escola de psiquiatria de Moscou».
La majoria dels experts creuen que el concepte es va desenvolupar sota les instruccions del servei secret soviètic KGB i del Partit Comunista.

## Ús contra dissidents polítics
Els diagnòstics psiquiàtrics com l'esquizofrènia tòrpida es van utilitzar a l’URSS amb finalitats polítiques; el diagnòstic d’esquizofrènia tòrpida es va utilitzar amb més freqüència per als dissidents soviètics. L'esquizofrènia tòrpida com a categoria de diagnòstic es va crear per facilitar l’ofec dels dissidents i fou una arrel de l’autoengany entre els psiquiatres per aplacar les seves consciències quan els metges actuaven com a eina d’opressió en nom d’un sistema polític. El psiquiatre estatunidenc Peter Breggin assenyala que el terme "esquizofrènia latent"es va crear per justificar el tractament involuntari de dissidents polítics amb medicaments que normalment s'utilitzen per a pacients psiquiàtrics.
Els crítics han donat a entendre que Snejnevski va dissenyar el model soviètic d’esquizofrènia (i aquest diagnòstic) per convertir la dissidència política en una malaltia mental.
El professor de psiquiatres acadèmics de Sant Petersburg, Iuri Núl·ler, assenyala que el concepte de l'escola de Snejnevski permetia als psiquiatres considerar, per exemple, la psicopatia esquizoide i fins i tot els trets de caràcter esquizoide, quan estaven endarrerits en el seu desenvolupament, com a etapes de l'inevitable procés progressiu, en lloc de ser trets inherents de la personalitat de l'individu, la dinàmica de la qual pot dependre de diversos factors externs. El mateix es va aplicar també a altres trastorns de la personalitat. Va comportar el diagnòstic extremadament ampliat d'esquizofrènia latent (semblant a la neurosi, semblant a la psicopatia). Malgrat algunes de les seves premisses controvertides, però d'acord amb les tradicions de l'època soviètica, la hipòtesi de Snejnevski va adquirir immediatament l'estatus de dogma, que va ser posteriorment superat a d'altres disciplines, però es va mantenir fermament arrelat en la psiquiatria. El concepte de Snejnevski, amb el seu dogmatisme, va demostrar ser psicològicament còmode per a molts psiquiatres, i els alliberava del dubte a l’hora de fer un diagnòstic.
Per ordres encobertes del KGB, milers de reformadors socials i polítics —dissidents soviètics— van ser empresonats en hospitals mentals després de ser etiquetats amb diagnòstics d’esquizofrènia tòrpida. El mateix Snejnevski va diagnosticar, o va estar involucrat d'una altra manera, en una sèrie de famosos casos de dissidents, i en desenes de casos va signar personalment una decisió de la comissió sobre la «bogeria jurídica» dels dissidents que de fet estaven mentalment sans, inclosos Vladímir Bukovski, Natàlia Gorbanévskaia, Leonid Pliusx, Mikola Plakhotniuk, i Petrò Hrihorenko.

## Premisses per utilitzar el diagnòstic
Segons el director executiu de la Global Initiative on Psychiatry, Robert van Voren, l'abús polític de la psiquiatria a l'URSS va sorgir del concepte que les persones que s'oposaven al règim soviètic patien una malaltia mental (ja que no hi havia cap motiu lògic per oposar-se a un sistema sociopolític considerat el millor del món)., El diagnòstic d'una esquizofrènia latent proporcionava un marc per explicar aquest comportament., Això va semblar a molts psiquiatres soviètics una explicació lògica de per què algú estaria disposat a abandonar la seva felicitat, família i carrera professional per una convicció tan diferent del que semblava creure la majoria dels individus.

## Popularitat del diagnòstic
A causa dels diagnòstics d’esquizofrènia progressiva lenta, Rússia el 1974 tenia 5-7 casos d'esquizofrènia per 1.000 habitants, en comparació dels 3-4 per 1.000 al Regne Unit. Als anys vuitanta, Rússia tenia el triple de pacients esquizofrènics per capita que els Estats Units, el doble de pacients esquizofrènics que Alemanya Occidental, Àustria i Japó, i més pacients esquizofrènics que qualsevol país occidental. La ciutat amb més prevalença d'esquizofrènia diagnosticada al món era Moscou.
Juntament amb la paranoia, l'esquizofrènia progressiva lenta era el diagnòstic més utilitzat per a l'empresonament psiquiàtric dels dissidents. Darrel Regier de l' Institut Nacional de Salut Mental, un dels experts estatunidencs que va visitar hospitals psiquiàtrics soviètics el 1989, va declarar que un "nombre substancial" de dissidents polítics havien estat declarats malalts mentals sobre la base de símptomes com ara "pensaments antisoviètics" o "deliris de reformisme".
Segons el psiquiatre de Moscou Aleksandr Danilin, l'enfocament nosològic a l'escola psiquiàtrica de Moscou, establert per Andrei Snejnevski, (a qui Danilin considerava un criminal de l’Estat) es reduïa a la capacitat de diagnosticar esquizofrènia.

## Sistemàtica de Snejnevski
El model soviètic d’esquizofrènia es basa en la hipòtesi que una característica fonamental (per la qual es distingeixen clínicament els trastorns de l'espectre d’esquizofrènia) és el seu curs longitudinal. La hipòtesi implica tres tipus principals d’esquizofrènia:
- Continu: no remet, de progressió ràpida ("maligna") o paulatina ("lenta"), amb un pronòstic deficient
- Periòdic (o recurrent): caracteritzat per un atac agut, seguit de remissió completa amb poca o cap progressió
- Mixt (alemany: Schubweise; en alemany, Schub significa "fase" o "atac"): barreja de tipus continu i periòdic que es produeix periòdicament i es caracteritza només per una remissió parcial.[40]

La classificació dels tipus d’esquizofrènia atribuïda a Snejnevski encara s'utilitza a Rússia, i considera l'esquizofrènia d'evolució lenta un exemple del tipus continu. La prevalença de les teories de Snejnevski ha conduït particularment a una ampliació dels límits de la malaltia, de manera que fins i tot el canvi de comportament més lleu s'interpreta com una indicació de trastorn mental.

### Condicions plantejades com a símptomes
Una descripció acuradament elaborada de l'esquizofrènia túrpida va establir que els símptomes psicòtics no eren essencials per al diagnòstic, però els símptomes de psicopatia, hipocondria, despersonalització o ansietat eren fonamentals. Els símptomes considerats part de l'«eix negatiu» incloïen el pessimisme, la mala adaptació social i el conflicte amb les autoritats, i eren en si mateixos suficients per a un diagnòstic formal d'«esquizofrènia tòrpida amb pocs símptomes».
Segons Snejnevski, els pacients amb esquizofrènia tòrpida podrien semblar aparentment sans, però manifesten canvis de personalitat mínims (i clínicament rellevants) que podrien romandre desapercebuts per a l'ull no entrenat. Els pacients amb trastorns mentals no psicòtics (o que no patien una malaltia mental) podrien ser diagnosticats d'esquizofrènia tòrpida.
Harold Merskey i Bronislava Shafran escriuen que moltes malalties que probablement es diagnosticarien a d'altres llocs com a trastorns hipocondríacs o de la personalitat, trastorns d’ansietat o trastorns depressius semblen susceptibles d’estar sota el «paraigua» d’una esquizofrènia progressiva lenta al sistema de Snejnevski.
La incidència de l'esquizofrènia tòrpida augmentava perquè, segons Snejnevski i els seus col·legues, els pacients amb aquest diagnòstic eren capaços de funcionar socialment gairebé amb normalitat., Els seus símptomes podrien semblar-se als d'una neurosi o paranoia. Els pacients amb símptomes paranoics conservaven la seva condició, però sobreestimaven la seva importància i tenien idees grandioses de reformar la societat., L'esquizofrènia tòrpida podria tenir símptomes com ara "deliris de reforma", "perseverança" i "lluita per la veritat"., Com afirma Víktor Stiajkin, Snejnevski diagnosticava una il·lusió de reforma en tots els casos en què un pacient "desenvolupa un nou principi de coneixement humà, redacta un ideal de felicitat humana o altres projectes en benefici de la humanitat".
Durant els anys seixanta i setanta, les teories que contenien idees sobre la reforma de la societat, la lluita per la veritat i les conviccions religioses no es consideraven trastorns paranoics delirants en gairebé cap classificació estrangera; no obstant això, la psiquiatria soviètica (per raons ideològiques) considerava les crítiques al sistema polític i les propostes per reformar-lo com un comportament delirant. Els diagnòstics d’esquizofrènia tòrpida i estats paranoics amb deliris de reforma només es van utilitzar a la Unió Soviètica i a diversos països de l'Europa de l'Est.
Un membre de l'audiència en una conferència de Georgui Morózov sobre psiquiatria forense a l'Institut Serbski va preguntar: "Digueu-nos, Gueorgui Vassílievitx, quin és en realitat el diagnòstic d'una esquizofrènia tòrpida?" Donat que la pregunta estava plantejada de forma irònica, Morózov va respondre, també irònicament: "Sapigueu, estimats companys, que aquesta és una malaltia molt peculiar. No hi ha trastorns delirants, no hi ha al·lucinacions, però sí que hi ha esquizofrènia!”
Els psiquiatres soviètics Marat Vartanian i Andrei Mukhin, en la seva entrevista al diari soviètic Komsomólskaia Pravda, publicada el 15 de juliol de 1987, van explicar com era possible que una persona patís una malaltia mental, sense que la gent del seu voltant se n'adonés, en un cas d'«esquizofrènia tòrpida».Què significava dir que una persona patia una malaltia mental ?Marat Vartanyan va dir, "...Quan una persona està obsessivament ocupada en alguna cosa. Si debateu sobre un altre tema amb ell, és una persona normal que està sana i que pot ser el vostre superior en intel·ligència, coneixement i eloqüència. Però tan aviat com esmenteu el seu tema preferit, les seves obsessions patològiques apareixen de forma descontrolada."Vartanian va confirmar que hi havia centenars de persones hospitalitzades, amb aquest diagnòstic, a la Unió Soviètica.Segons Mukhin, això passava perquè "difonen les seves idees reformistes patològiques entre les masses."Pocs mesos després, el mateix diari enumerava "un interès excepcional en els sistemes filosòfics, la religió i l'art" entre els símptomes de l'esquizofrènia tòrpida, extrets del Manual de psiquiatria de l'Escola de Moscou de Snejnevski.

## Reconeixement del mètode, tractament i estudi

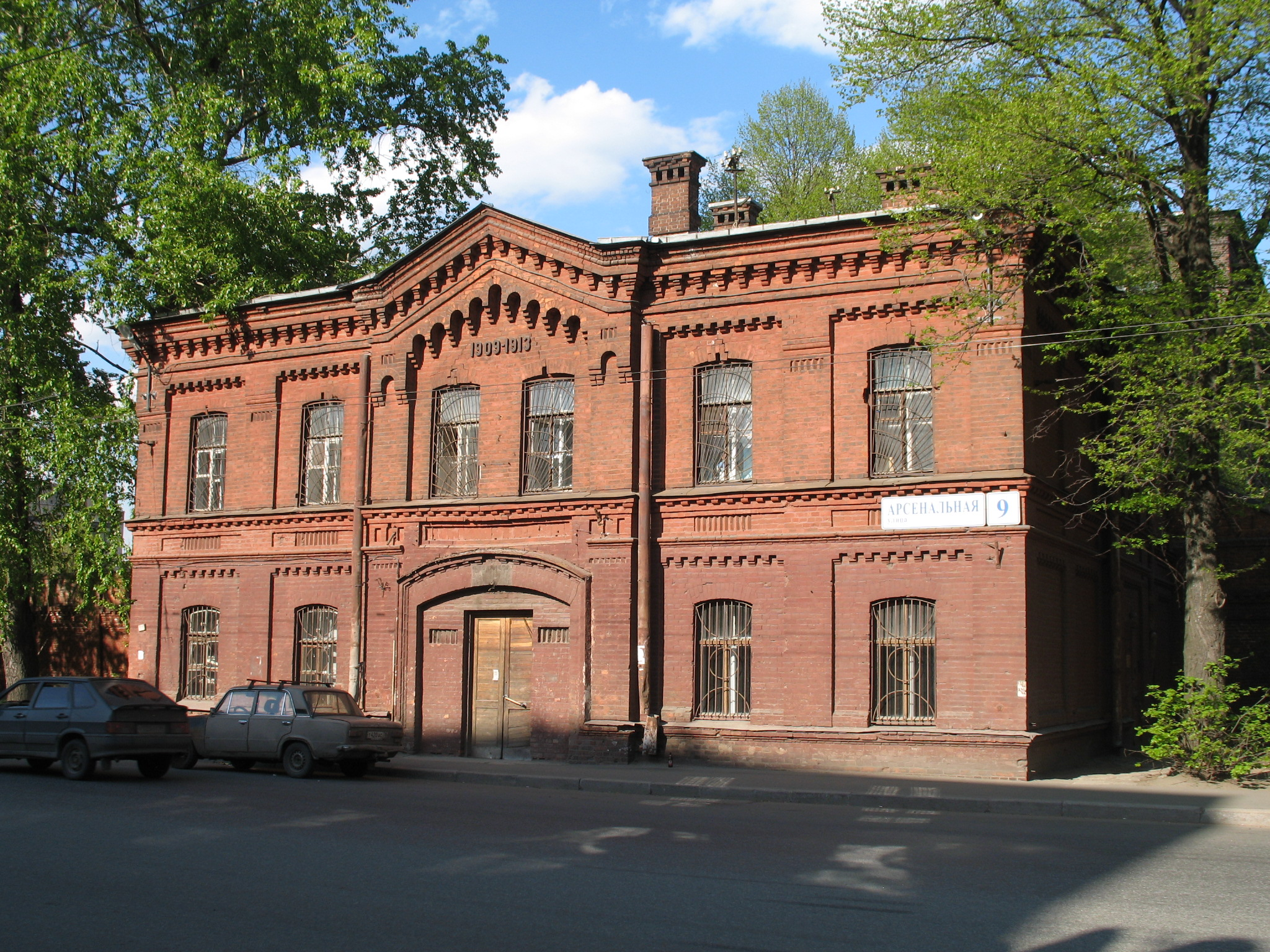
L'Hospital psiquiàtric especial tipus presó de Leningrad, del Ministeri d'Afers Interiors de l'URSS, on van ser empresonats Vladímir Bukovski, Petrò Hrihorenko, Aleksandr Iessenin-Volpin i Víktor Fàinberg, fou un dels hospitals psiquiàtrics de tipus especial utilitzat per a "tractar" la litigiositat i el reformisme

Només els psiquiatres amb instruccions especials podrien reconèixer l'esquizofrènia tòrpida per tractar indefinidament els dissidents en un “hospital psiquiàtric especial” amb fortes dosis de medicaments antipsicòtics. Convençuts de la immortalitat de l'URSS totalitària, els psiquiatres soviètics, especialment a Moscou, no van dubtar a crear articles "científics" i defensar dissertacions utilitzant els casos dels dissidents. Per exemple, Snejnevski va diagnosticar el dissident Vladímir Bukovski com a esquizofrènic el 5 de juliol de 1962 i el 12 de novembre de 1971 va escriure a l'escriptor Víktor Nekràssov que les característiques de la malaltia mental de Bukovsky van ser incloses a la dissertació pel col·lega de Snejnevski., Totes aquestes publicacions estaven físicament disponibles a les biblioteques mèdiques. Com recorda Semion Gluzman, quan va tornar a Kíev el 1982 després de la seva absència de deu anys, es va meravellar de veure tota aquesta literatura "científica" a l'emmagatzematge obert de la biblioteca mèdica de Kíev i es va sorprendre encara més en llegir totes les "coses ridícules" incorporades amb calçador a la terminologia psiquiàtrica científica. En els seus treballs i dissertacions sobre el tractament de la litigiositat i el reformisme, Kosastxiov i altres psiquiatres soviètics recomanaven tractament obligatori per a les persones amb litigiositat i reformisme, als mateixos hospitals psiquiàtrics que s'utilitzaven per als assassins:
| « | Es recomana un tractament obligatori en hospitals psiquiàtrics de tipus especial en casos d'assassinat brutals comesos per motius delirants, així com en casos de litigiositat i reformisme persistents amb una inclinació a induir les persones del voltant i amb tendència a la repetició dels fets il·legals. | » |

## Crítica occidental
Els occidentals es van adonar, per primera vegada, de l'esquizofrènia tòrpida i dels seus usos polítics, a mitjan anys setanta, com a conseqüència de l’alta incidència d’esquizofrènia en la població russa. Snejnevski va ser atacat personalment a Occident com a exemple d'abús psiquiàtric a l'URSS. Fou acusat de desenvolupar cínicament un sistema de diagnòstic que es podria doblegar amb finalitats polítiques. El psiquiatre estatunidenc Alan A. Stone ha afirmat que les crítiques occidentals sobre la psiquiatria soviètica es van centrar personalment en Snejnevski perquè era el responsable del diagnòstic de l'esquizofrènia tòrpida, del "reformisme" i d'altres símptomes.

## Recurrència a la Rússia post-soviètica
El 2010, Iuri Savenko, president de l'Associació Psiquiàtrica Independent de Rússia, va advertir que el professor Anatoli Smulévitx, autor de les monografies Problema paranoïi ("El problema de la paranoia") (1972) i Maloprogredientnaia xizofrénia ("Esquizofrènia progressiva lenta") (1987), que havia contribuït a l'hiperdiagnòstic de l'esquizofrènia tòrpida, havia començat de nou a jugar el mateix paper. Sota la seva influència, els terapeutes han començat a utilitzar àmpliament antidepressius i antipsicòtics, però sovint en casos inadequats i en dosis inadequades, sense consultar els psiquiatres. Aquesta situació ha obert un mercat immens per a empreses farmacèutiques i el flux de malalts mentals cap als internistes.
En el seu llibre conjunt Sociodinamitxeskaia psikhiàtria ("Psiquiatria sociodinàmica"), el doctor en Ciències Mèdiques Tsézar Korolenko i la doctora en Ciències Psicològiques Nina Dmítrieva, assenyalen que la descripció clínica de Smulévitx de l'esquizofrènia tòrpida és extremadament elusiva i inclou pràcticament tots els possibles canvis en l'estat mental i les condicions que es produeixen en una persona sense psicopatologies: eufòria, hiperactivitat, optimisme infundat, irritabilitat, explosivitat, sensibilitat, insuficiència i dèficit emocional, reaccions histèriques amb símptomes conversius i dissociatius, infantilisme, estats obsessivofòbics i tossuderia. Actualment, l’hiperdiagnòstic de l'esquizofrènia esdevé especialment negatiu a causa d’un gran nombre de psicosis esquizofreniformes causades per la creixent popularitat de diverses sectes esotèriques. Practiquen meditació, privació sensorial, exercicis especials amb moviments rítmics que estimulen directament el subconscient profund i, en fer-ho, condueixen al desenvolupament de psicosis amb curs principalment reversible. Smulévitx basa el diagnòstic de l'esquizofrènia progressiva lenta, en particular, en l'aparença i l'estil de vida i subratlla que l'avantguarda en la imatge dels canvis negatius es dona al contrast entre la conservació de l'activitat mental (i, de vegades, una capacitat de treball força elevada) i el manierisme, inusualitat de l’aspecte i estil de vida sencer. A la seva entrevista del 2014, Anatoli Smulévitx diu: "Ara tot ha canviat lleugerament d'una manera diferent, l'esquizofrènia progressiva s'ha transformat en trastorn esquizotípic, etc. Crec que no és el final del seu ensenyament [de Snejnevski], perquè després d'un temps, tot tornarà a caure en una rutina, però no serà una simple repetició, sinó que obtindrà una nova direcció".
El 2009, Tatiana Dmítrieva, l'aleshores directora del Centre Serbski, va dir al BBC Russian Service: "Ara només es fa un diagnòstic segons la classificació internacional, l'anomenada ICD-10. En aquesta classificació no hi ha una esquizofrènia tòrpida, i, per tant, fins i tot aquest diagnòstic ja no es fa des de fa molt de temps". No obstant això, segons l'entrevista del 2012 al president de l'Associació Psiquiàtrica Ucraïnesa Semion Gluzman a Radio Liberty, tot i que el diagnòstic d'esquizofrènia progressiva lenta ja no existeix a Ucraïna, a Rússia, pel que ell sap, aquest diagnòstic encara existeix i se li va donar a Mikhaïl Kossenko, un dels acusats al Cas Bolotnaia. El cas de la fiscalia per la seva hospitalització forçada es basava en la confirmació del diagnòstic d’esquizofrènia tòrpida pel qual havia estat tractat durant els darrers dotze anys, fins que el 2013 es va canviar el diagnòstic pel d'esquizofrènia paranoide pels experts del Centre Serbski que van examinar Kossenko i van convèncer el tribunal perquè l'enviés a un tractament psiquiàtric obligatori. Zurab Kekelidze, que dirigeix el Centre Serbski i és el psiquiatre en cap del Ministeri de Sanitat de la Federació Russa, va confirmar que a Kossenko se li va diagnosticar una esquizofrènia tòrpida.
Segons el comentari de l'Associació Psiquiàtrica Independent de Rússia sobre el text del 2007 de Vladímir Rotstein, un doctrinista de l'escola de Snejnevski, hi ha suficients pacients amb il·lusió del reformisme en centres hospitalaris psiquiàtrics per a tractament involuntari. El 2012 es va esmentar l’il·lusió del reformisme com a símptoma del trastorn mental a Psiquiatria: manual nacional. El mateix any, Vladímir Paixkovski en el seu article informava que va diagnosticar un 4,7% de 300 pacients amb il·lusions de reforma. El sociòleg rus Aleksandr Taràssov escrigué, "et tractaran a un hospital perquè tu i tots els teus coneguts aprengueu per sempre que només persones com Anatoli Txubais o Guerman Gref es poden ocupar de fer reformes al nostre país". Segons Raimonds Krumgolds, antic membre del partit polític L'Altra Rússia, va ser examinat per la seva "il·lusió del reformisme", que va donar lloc a una suposició d'una esquizofrènia progressiva lenta. El 2012, Tiuvina i Balabanova en el seu document conjunt van informar que utilitzaven sulpirida per tractar l'esquizofrènia progressiva lenta.